# Пуусеп, Николай Густавович
Николай Густавович Пуусеп (эст. Nikolai Puusepp) (19 апреля 1905, деревня Красуха Тверской губернии — 22 февраля 1965, Таллин, Эстония) — советский партийный и государственный деятель, бывший заместитель председателя Совета Министров Эстонской ССР (1946-1951) и министр сельского хозяйства ЭССР (1948-1949).

## Биография
Родился в 1905 году в деревне Красуха Тверской губернии в семье эстонских переселенцев.
В 1926 году поступил в Коммунистический университет национальных меньшинств Запада имени Ю.Ю. Мархлевского. Член ВКП(б) с 1929 года.После его успешного окончания в 1932 году работал преподавателем политической экономии и марксизма-ленинизма в Ленинградской области.
В октябре 1939 года начал военную службу в Ленинградском военном округе инструктором-переводчиком.
Со вступлением Эстонии в состав Советского Союза в 1940 назначен политработником в одну из частей 22-го Эстонского территориального стрелкового корпуса Красной Армии. С декабря 1940 года редактировал эстонскую красноармейскую газету «Ныукогуде Кайтсел» («На страже Советов»). В этом качестве участвовал в составе корпуса в военных действиях на Псковском направлении.

## Великая Отечественная война
На фронте- с июля 1941 по сентябрь 1941 года.
С началом формирования в ноябре 1942 году 249-й Эстонской стрелковой дивизии был назначен дивизионным комиссаром (в звании «старший батальонный комиссар», позднее замененного на звание полковника). В должности начальника политотдела дивизии в составе Эстонского стрелкового корпуса участвовал в военных действиях на Великолукском направлении.
Приказом ВС Калининского фронта №: 232 от: 06.03.1943 года замкомандира 249-й Эстонской стрелковой дивизии полковой комиссар Пусеп был награждён орденом Красной Звезды за бои на Северо-западном фронте в 1941 году и за организацию партийно-политической работы во время боёв за город Великие Луки.
В сентябре 1943 года был зачислен в резерв Центрального Комитета Компартии Эстонии, а через месяц был назначен секретарем эстонского ЦК по кадрам (вместо погибшего при эвакуации из Таллина Адольфа Паука). После освобождения Эстонии от фашизма временно прикомандировывался к командованию Ленинградского фронта.
Позднее, к началу 1945 года, был избран 3-м секретарем ЦК Компартии Эстонии, а с 1946 по 1950 год находился на должности заместителя председателя Совета Министров Эстонской ССР и одновременно, в 1948-1949 годы — на посту министра сельского хозяйства ЭССР.

## После войны
Затем работал заместителем директора Института партии при ЦК Компартии Эстонии (1950-1951), директором Курновского совхоза (1951-1953). В последнее время находился на преподавательской и хозяйственной работе.
Скончался на 60-м году жизни в 1965 году.

## Награды
Награждён многими наградами СССР, в том числе орденом Красной Звезды (1943).